# Donje Boće
Donje Boće är en ort i Bosnien och Hercegovina.   Den ligger i distriktet Brčko, i den nordöstra delen av landet, 110 km norr om huvudstaden Sarajevo. Donje Boće ligger 113 meter över havet och antalet invånare är 1 253.
Terrängen runt Donje Boće är huvudsakligen platt, men åt sydväst är den kuperad. Terrängen runt Donje Boće sluttar norrut.Närmaste större samhälle är Brčko, 7,4 km norr om Donje Boće. 
Omgivningarna runt Donje Boće är en mosaik av jordbruksmark och naturlig växtlighet. Runt Donje Boće är det ganska tätbefolkat, med 67 invånare per kvadratkilometer.